# Montlieu-la-Garde
Montlieu-la-Garde là một xã ở tỉnh Charente-Maritime thuộc vùng Nouvelle-Aquitaine tây nam nước Pháp.

## Dân số
| Năm  | Population | Density |
| ---- | ---------- | ------- |
| 1962 | 1,422      | -       |
| 1968 | 1,469      | -       |
| 1975 | 1,317      | -       |
| 1982 | 1,289      | -       |
| 1990 | 1,326      | -       |
| 1999 | 1,275      | 40/km²  |